# FK Borac Čačak
Fudbalski klub Borac Čačak (sârbă Фудбалски клуб Борац Чачак) este un club de fotbal din Čačak, Serbia.Echipa susține meciurile de acasă pe Stadionul Čačak cu o capacitate de 6.000 de locuri.